# Caesar (tước hiệu)
Caesar (số nhiều tiếng Latin: Caesares) là một tước của nhân vật hoàng gia. Nó bắt nguồn từ tên họ của Gaius Julius Caesar, nhà độc tài La Mã. Sự thay đổi từ một họ thành một tước hiệu đã được phê chuẩn bởi các hoàng đế La Mã có thể từ năm 68/69, gọi là "năm tứ đế".
Mặc dù người ta không biết chắc chắn từ nguyên của tên gọi Julius Caesar, nhiều học giả tin rằng nó chỉ đơn giản là sử dụng cách diễn đạt tiếng Latin caesar có nghĩa là tóc. Julii Caesares là một chi nhánh cụ thể của thị tộc Julia. Người mang tên này đầu tiên được biết đến là một Sextus Julius Caesar, Pháp quan vào năm 208 trước Công nguyên, người có thể đã dễ nhận thấy có một mái tóc đẹp.